# Paraplatyptilia fragilis
Paraplatyptilia fragilis là một loài bướm đêm thuộc họ Pterophoridae. Loài này được mô tả từ khu vực các hồ Klamath ở miền bắc California, có ph vi phân bố rộng rãi ở Đại bồn địa, các phạm vi sa mạc và núi nội địa từ miền đông British Columbia tới Utah, và từ New Mexico tới miền nam California và Baja California Norte ở México.
Sải cánh dài 17–19 mm. Con trưởng thành bay vào tháng 4.
Ấu trùng ăn Pentstemon cyananthus.